# Alain Finkielkraut

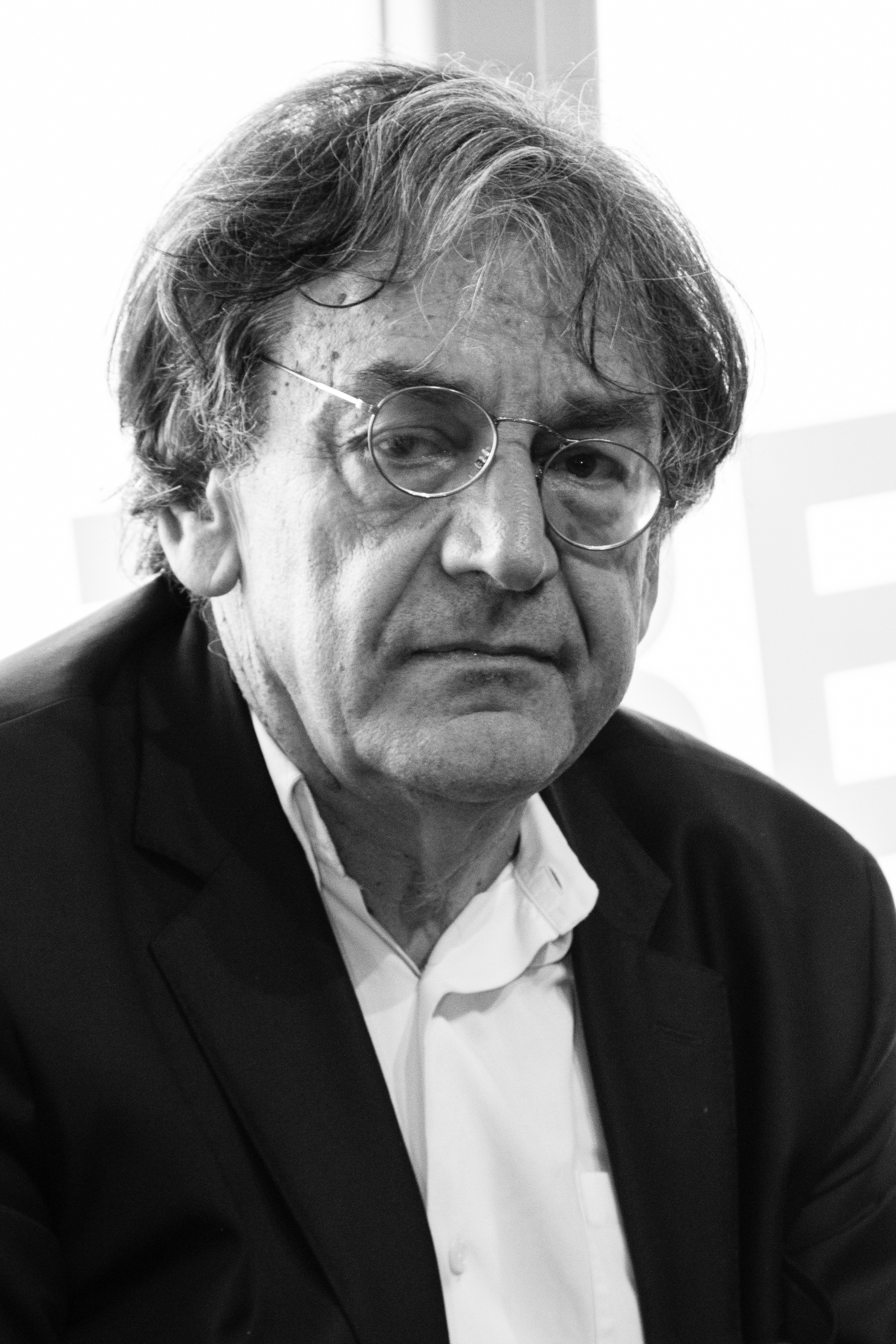
Alain Finkielkraut door Claude Truong-Ngoc, 2013

Alain Finkielkraut (Parijs, 30 juni 1949) is een Frans filosoof en politiek commentator, van Pools-Joodse origine.

## Filosofische overtuigingen
De belangrijkste invloeden op zijn filosofische beschouwingen zijn de Joodse filosofen Emmanuel Levinas, Leo Strauss en Hannah Arendt. Daarnaast waren ook Leszek Kołakowski en Milan Kundera belangrijke invloeden. Finkielkraut is zowel bekend vanwege zijn kritiek op de radicale naoorlogse Franse filosofen (onder wie Jean-Paul Sartre) als door zijn pessimistische stellingname in het debat over de multiculturele samenleving, dat volgens hem gaat tussen postmoderne cultuurconsumenten (in zijn ogen 'leeghoofden') enerzijds en fanatieke rechtse populisten anderzijds. Deze polariteit is in de plaats gekomen van de meer traditionele, dat wil zeggen die tussen enerzijds de pleitbezorgers van het Verlichtingsideaal en de liberale staat als strikt neutraal raamwerk van individuen, ongeacht hun culturele of religieuze afkomst, en anderzijds degenen die in navolging van Johann Gottfried von Herders kritiek op de Verlichting, het van staatswege beschermwaardige, particularistische recht op eigenheid en verscheidenheid beklemtonen. Zijn teksten zijn soms provocerend en gaan soms in "tegen de tendenzen van zijn tijd".
Op 10 april 2014 werd Finkielkraut verkozen tot lid van de Académie française.